# 胜利水库 (酉阳)
胜利水库是中国重庆市酉阳土家族苗族自治县境内的一座水库，位于沱江小支流龙潭河上，建于1980年。水库正常库容为950万立方米，集雨面积为16平方千米，海拔为773.21米。